# La infanta Tellina i el rei Matarot
La infanta Tellina i el rei Matarot és una comèdia burlesca atribuïda amb dubtes al frare dominicà Francesc Mulet. L'obra presenta interessants referències a la literatura i a la cultura valenciana dels segles XV al XVIII. El to desimbolt i les referències escatològiques i eròtiques que conté van contribuir durant el segle xix a consolidar la imatge d'un teatre valencià festiu, si no obertament satíric, i amb elements eròtics.
A causa del seu llenguatge procaç, eròtic i burlesc, no en consten gaires estrenes públiques, i es creu que era una peça pensada per representar-se en cases particulars privades de nobles i artesans. La primera estrena oficial de la qual es té constància no va tenir lloc fins al 22 de desembre de 1972, al Teatre Principal de València, en una versió adaptada per Rodolf Sirera.

## Atribució
Aquesta obra i Los amors de Melisendra, una altra peça atribuïda a Francesc Mulet, han estat objecte d'especial atenció pel que fa a la datació, perquè si és correcta la que les fa escrites al segle xvii serien una mostra excepcional d'un teatre en valencià en una època caracteritzada per la decadència en l'ús literari del català al País Valencià.
Actualment es conserven dotze manuscrits d'aquesta obra, el més antic dels quals data de 1779, tot i que i hi ha notícia d'un tretzè que seria l'emprat al segle xix pel primer editor del text, Constantí Llombart, que publicà l'obra juntament amb altres peces atribuïdes a Francesc Mulet el 1876 sota el títol d'Obres festives compongues segons antiga, general y molt rahonable tradició, del pare Francesc Mulet, frare profés dominic. La Biblioteca Valenciana conserva un manuscrit de l'any 1809 que Joan Josep Senent i Anaya va regalar, el 3 de maig del 1959, al seu fundador Nicolau Primitiu Gómez i que seria el primer manuscrit que n'atribueix explícitament l'autoria a Mulet. En aquest manuscrit hi figura el títol complet de l'obra de la forma següent: Comedia del Rey Matarot y la Infanta Tellina o siga Secret de peixar tellines y masa de matar les rates.
Malauradament ambdues versions, la del manuscrit de 1809 i l'editada el 1876, presenten diferències notables, fet que dificulta l'atribució de la peça. Alguns investigadors contemporanis, com Ricardo Bellveser, creuen que l'autor d'aquesta peça i de Los amors de Melisendra seria el mateix, però d'altres, com Joan Fuster o Albert Rossich, sostenen que són d'autors diferents basant-se en aspectes lingüístics, d'estil i temàtics.
Algunes de les diferències entre ambdós textos rauen en les seves referències directes, mentre que Los amors de Melisendra remet al romanç i a la comèdia burlesca castellana, La Infanta Tellina i el rei Matarot remet a la tradició valenciana del Tirant lo Blanc, amb una visita nocturna de l'heroi a l'habitació de la infanta, que recorda l'escena de Tirant i Carmesina, o la figura de Piula, la cambrera de la infanta, que recorda al personatge de Plaerdemavida de l'obra de Joanot Martorell. Igualment, la menció de la processó del Corpus de València, així com les referències culturals i urbanes de la capital valenciana, atorguen a La Infanta Tellina i el rei Matarot una personalitat força diferenciada de la de Los amors de Melisendra.

## Argument
Matarot, rei de la Xina, està enamorat de la infanta Tellina, filla del rei Tabalada, el seu enemic. Amb l'ajuda del seu criat, Sorollameló, i del comte Grumet, que vol casar-se amb Piula, la criada de Tellina, ordeixen un engany per entrar disfressats a la casa de Tabalada. Amb la col·laboració de Piula fan creure que Tellina està malalta perquè no descansa a causa de les rates que hi ha a la seva habitació; Matarot, disfressat, s'ofereix com a caçador de rates amb el crit de Matarratorum! i aconsegueix així entrar a l'habitació de Tellina. Descobert l'engany, Tabalada acceptarà la unió de tots dos.
L'edició moderna de l'obra, a càrrec de Ricardo Bellveser, consta d'uns 1560 versos dividits en tres actes i recorre a estrofes del teatre castellà, com les redondilles i les quintilles, així com a l'ús del romanç.